# Phlegmariurus petiolatus
Phlegmariurus petiolatus là một loài thực vật có mạch trong Họ Thạch tùng. Loài này được (C.B. Clarke) H.S. Kung & L.B. Zhang miêu tả khoa học đầu tiên năm 1999.